# جب العثمان
جب العثمان بلدية تتبع منطقة حماة في محافظة حماة في سورية. تقع في الجهة الشمالية من محافظة حماة وحدودها الإدارية تتاخم محافظة حلب من الشمال ومحافظة إدلب من الغرب. تضم البلدية سبع عشرة قرية ومزرعة هي جب العثمان- اللويبدة – تل الرمان- البارودية - حوا- الجدوعية القبلية- أبو مرامي – الجدوعية الشمالية- الطرفاوي- مسعدة- العزيزية - رسم برجس- دلة- الملولح- الفيضة- البويضة- الصالحية.